# AZAL Arena
De AZAL Arena is een voetbalstadion in de Azerbeidzjaanse stad Bakoe. In het stadion speelt AZAL PFK haar thuiswedstrijden.